# Saint-Laurent (kyrkobyggnad)
Saint-Laurent är en kyrkobyggnad i Paris, helgad åt den helige Laurentius. Den är belägen vid Boulevard de Strasbourg i 10:e arrondissementet. 